# Газваген
Газва́ген (нем. Gaswagen «газовый автомобиль»), также газенва́ген, «душегу́бка» — технология мобильных газовых камер, применявшихся нацистской Германией в период Второй мировой войны для массового уничтожения людей (гражданского населения оккупированных территорий СССР и Восточной Европы, советских военнопленных) путём удушения угарным или выхлопным газом. Считается, что начало применения серийных немецких газвагенов относится к ноябрю — декабрю 1941 года (Киев, Полтава, Рига и Хелмно), а с весны 1942-го документально подтверждено их применение в Югославии (Сербия). Существует также версия использования в СССР аналогичной технологии для убийства заключённых органами НКВД в 1936 году.
Сам термин «газваген» появился и используется после окончания Второй мировой войны в научной и популярной литературе.
О применении нацистами газвагенов стало известно в 1943 году после суда над участниками преступлений против человечества, совершённых на территории Краснодарского края СССР, где около 6 700 человек гражданского населения были убиты путём отравления газом в «душегубках». Материалы об использовании данных машин смерти на территории СССР были представлены советскими обвинителями на Нюрнбергском процессе главных военных преступников.
Общее число жертв данного орудия смерти за период Второй мировой войны Израильский институт Катастрофы и героизма «Яд ва-Шем» оценивает в 700 тысяч человек. Израильский институт «Яд ва-Шем» утверждает, что на 23 июня 1942 года компанией-производителем Gaubschat Fahrzeugwerke GmbH было передано 20 газвагенов двух версий (на 30−50 и на 70−100 человек) из 30 первоначально заказанных.
Однако подобные автомобили для уничтожения находящихся внутри людей использовались органами НКВД СССР ещё в тридцатые годы, в преддверии Второй мировой войны.
Каких-либо чертежей, технической документации по производству, фотографий, кинохроники или сохранившихся экземпляров немецких или советских газвагенов никогда не было обнаружено.

## О названии
В захваченных немецких документах это приспособление именовалось как Sonder-Wagen, Sonderfahrzeug, Spezialwagen и S-Wagen (специальный транспорт); также встречается вариант Entlausungswagen (дезинфекционный автомобиль). Первое известное упоминание термина Vergasungswagen (автомобиль для применения газов) приводится в документах Нюрнбергского трибунала (документ 501-PS).

## История появления
Авторство изобретения газвагена является спорным.

### Версия советского происхождения
В 1993 году, отвечая на вопрос читателя газеты «Аргументы и факты», подполковник Главного управления охраны Российской Федерации А. Олигов утверждал, что «отцом „душегубки“ — специально оборудованного автофургона типа „Хлеб“ с выведенной в кузов выхлопной трубой — был начальник административно-хозяйственного отдела Управления НКВД по Москве и Московской области И. Д. Берг», указав на то, что «по своему прямому назначению — для уничтожения людей — „душегубка“ была впервые применена в 1936 году». В свою очередь, авторы «Энциклопедии заблуждений. Третий рейх» Л. Б. Лихачёва и историк М. А. Соловей выступили с критикой данного утверждения Олигова, отметив, что, хотя относительно Берга «есть версия, что его приговорили к смерти именно за изобретение душегубки», «сам обвинённый на суде своё авторство отрицал». Кроме того, в 1956 году его дело было пересмотрено судом и «причастность Берга к „газенвагенам“ также не была доказана». Факт обсуждения душегубных машин в ходе процесса над Бергом и его отрицание своей причастности к ним может доказывать сам факт их существования в СССР в указанные годы, безотносительно авторства изобретения. Версию использования выхлопных газов автомобиля для умерщвления заключённых И. Бергом поддерживает британский историк Кэтрин Меридэйл. Канадский историк Роберт Джеллейтли также писал, что «советская власть иногда использовала газовый фургон (душегубку), как в Москве в 1930-е годы». При этом он же отметил, что во время проведения программы эвтаназии в оккупированной Польше нацисты стремились к более эффективному и более скрытому процессу истребления людей и «изобрели первый газенваген, впервые применённый Гербертом Ланге 15 января 1940 года в Вартегау».

### Версия немецкого происхождения
Использование немцами газовых фургонов для массовых убийств евреев, поляков, цыган, психически больных и заключённых на оккупированных территориях во время Второй мировой войны началось с нацистской программы эвтаназии в 1939 году. В «Институте по раскрытию преступлений» (нем. Kriminaltechnisches Institut der Sicherheitspolizei) было принято решение убивать жертв с помощью угарного газа.
В октябре 1939 года нацисты начали убивать газом заключённых в Форте VII близ Познани. Вначале использовались стационарные камеры, а после визита рейхсфюрера СС Генриха Гиммлера в декабре 1939 года для умерщвления жертв начали использовать газваген.

## Конструкция и использование
Автомобиль представлял собой фургон весом 5-7 тонн серого или чёрного цвета с шестицилиндровым мотором. Кузов был обит изнутри оцинкованным металлическим листом и имел двустворчатую герметическую дверь. На полу были деревянные решетки, а на них сверху соломенная циновка. Между коробкой кузова и кабиной водителя было стекло для наблюдения за ситуацией в кузове. Под деревянными решётками находилось отверстие для подсоединения идущей от мотора газовой трубы диаметром 15 см.
Известно о производстве фургонов 2 типов — на 30—50 человек и 70—100 человек (по последнему приводится информация о том, что для него разрабатывалось специальное устройство для выгрузки трупов). Фургоны устанавливались на шасси грузовых автомобилей грузоподъёмностью около 3,5 тонны (малый фургон) — «Опель-Блиц», «Даймонд Рео», «Рено» — и 6,5-тонный «Заурер» — большой фургон. Шасси и двигатель дорабатывались и дооснащались специальным образом.
Жертв загоняли в кузов, двери закрывались, после чего водитель включал двигатель. Для отравления людей достаточно было 10—15 минут. Затем автомобиль доставлял трупы к месту захоронения. Некоторые жертвы к этому моменты могли быть всё ещё живы, и тогда их расстреливали.

## География применения
Эти машины обычно использовались для умерщвления женщин, детей, стариков и больных.
В Польше после опытов в Познани в рамках программы Т-4 с 21 мая по 8 июня 1940 года команда Герберта Ланге убила с помощью газвагенов в концлагере в Дзялдово 1 558 душевнобольных пациентов, которые были депортированы туда из близлежащих клиник. Документально подтверждено применение газвагенов в Хелмно с 8 декабря 1941 года и в Люблине. С весны 1942 применялись в Югославии, в марте было убито 700 заключённых концлагеря Саймиште.
По данным энциклопедии «Холокост на территории СССР», первые два или три автомобиля прибыли из Главного управления имперской безопасности в оккупированный Крым осенью 1941 года. Сопровождавший их разработчик Август Беккер привёз начальнику айнзатцгруппы D Отто Олендорфу распоряжение Генриха Гиммлера о применении душегубки в первую очередь для уничтожения еврейских женщин и детей. В дальнейшем газвагены применялись для массовых убийств в Харькове, Смоленске, на Северном Кавказе и в других оккупированных регионах СССР. Всего в газвагенах было убито несколько десятков тысяч советских евреев. Институт «Яд Вашем» пишет, что на территории СССР душегубки впервые были применены в Полтаве в ноябре и в Харькове в декабре 1941 года. В Минске автомобили-душегубки использовали для убийств узников Минского гетто, в частности 28 июля 1942 года. Трупы выгружали в урочище Благовщина возле деревни Малый Тростенец и закапывали в заранее вырытых ямах. Всего в распоряжении айнзатцгрупп, действовавших на оккупированной территории Советского Союза, было 15 душегубок.
К июню 1942 года использовалось уже 20 таких автомобилей и ещё 10 находились в подготовке.